# Хрестовський Лісоучасток
Хрестовський Лісоучасток (рос. Крестовский Лесоучасток) — село у Ленському улусі Республіки Сахи Російської Федерації.
Населення становить 9  осіб. Орган місцевого самоврядування — селище Пеледуй.

## Історія
Згідно із законом від 30 листопада 2004 року органом місцевого самоврядування є селище Пеледуй.

## Населення
| 2002 | 2010 | 2011 | 2012 | 2013 | 2014 | 2015 |
| ---- | ---- | ---- | ---- | ---- | ---- | ---- |
| 166  | ↘19  | →19  | ↘16  | ↘13  | ↗14  | →14  |
| 2016 | 2017 | 2018 |      |      |      |      |
| ↘12  | ↘8   | ↗9   |      |      |      |      |